# فیل ردموند
فیل ردموند (انگلیسی: Phil Redmond؛ زادهٔ ۱۰ ژوئن ۱۹۴۹) فیلم‌نامه‌نویس اهل بریتانیا است.
از فیلم‌ها یا مجموعه‌های تلویزیونی که وی در آن‌ها نقش داشته‌است، می‌توان به هالیوکس اشاره نمود.